# Nigella carpatha
Nigella carpatha là một loài thực vật có hoa trong họ Mao lương. Loài này được Strid mô tả khoa học đầu tiên năm 1970.